# Димитър Мунев
Димитър Маринов Мунев е български революционер, деец на Вътрешната македоно-одринска революционна организация.

## Биография
Димитър Мунев е роден в 1875 година в неврокопското село Волак, тогава в Османската империя, днес в Гърция. Влиза във ВМОРО и действа като легален деец. В 1905 година е арестуван от властите и осъден на 4 години за революционна дейност, като лежи в солунския затвор Еди куле. Амнистиран е след Младотурската революция в 1908 година. След като Драмско и южно Неврокопско попадат в Гърция в 1913 година, Мунев продължава да се занимава с революционна дейност и участва в чета, която дава сражения на редовни гръцки войски в 1914 година.
Емигрира в Свободна България. На 28 февруари 1943 година като жител на Жостово, подава молба за българска народна пенсия, която е одобрена и пенсията е отпусната от Министерския съвет на Царство България.